# ازمور (تونس)
ازمور (به عربی: أزمور) یک منطقهٔ مسکونی در تونس است که در استان نابل واقع شده‌است.
 ازمور  ۵٬۰۵۴ نفر جمعیت دارد.